# Synagoga w Poznaniu (ul. Żydowska 15/18)
Synagoga w Poznaniu – synagoga znajdująca się w Poznaniu przy ulicy Żydowskiej 15/18.
Synagoga została zbudowana w latach 1909–1910 przez fundację im. Salomona B. Latza według projektu Alfreda Grottego. Była częścią budynku żydowskiego Schroniska dla Starców i Zniedołężniałych, powstałego na miejscu wyburzonego w 1908 zespołu synagog: Starej, Nowej i Nehemiasza. Obok sali modlitewnej, w jednym pomieszczeniu znajdowała się również sala do studiowania Talmudu.
Podczas II wojny światowej Niemcy zdewastowali synagogę. Po zakończeniu wojny sala modlitewna została przerobiona na klatkę schodową. Widoczne są na niej zamurowane arkady babińca.